# Fazıl Say

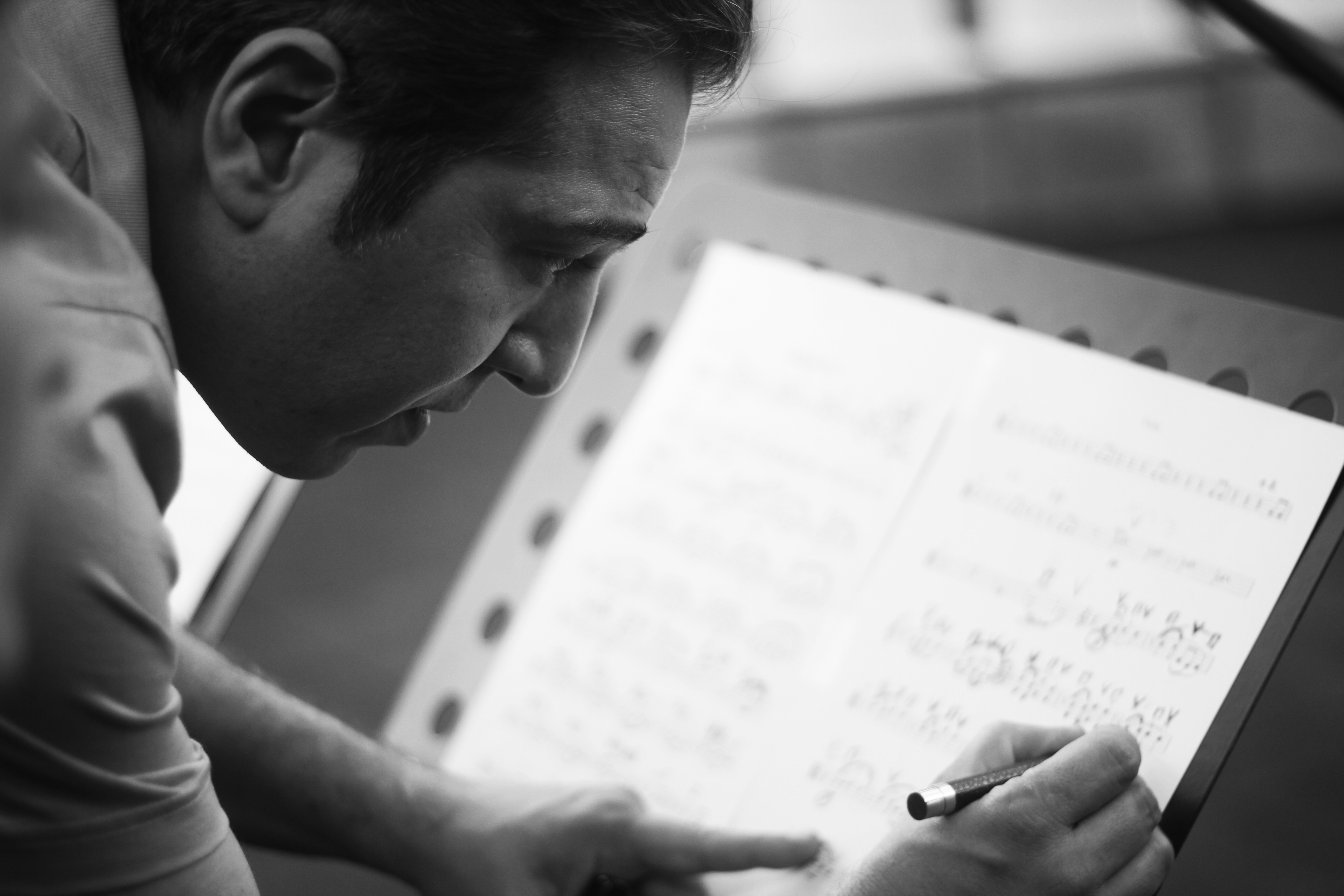
Fazıl Say (2011)

Fazıl Say (Aussprache [faːˈzɯl saj], * 14. Januar 1970 in Ankara, Türkei) ist ein türkischer Pianist und Komponist. Say ist in der Türkei zudem ein bekannter Bürgerrechtsaktivist.

## Leben
Fazıl Say ist der Sohn des türkischen Musikwissenschaftlers und Schriftstellers Ahmet Say. Als Kind wurde er wegen einer Lippen-Kiefer-Gaumenspalte operiert und erlernte auf Anraten des Arztes zum Training der Mundmuskulatur ein Blasinstrument.  Mit fünf Jahren erhielt er Klavierunterricht bei Mithat Fenmen. Später studierte er Komposition am Staatlichen Konservatorium in Ankara. David Levine und Aribert Reimann wurden 1985 anlässlich eines Workshops in Ankara auf Say aufmerksam und holten ihn 1987 an die Robert Schumann Hochschule Düsseldorf, wo er bei David Levine Klavier studierte. Von 1992 bis 1995 wechselte er an die Universität der Künste Berlin. 1994 gewann er die Young Concert Artists International Auditions in New York, womit seine internationale Karriere begann.
Als Pianist konzertierte er weltweit, unter anderem mit dem New York Philharmonic, dem Baltimore Symphony Orchestra, dem Philadelphia Orchestra, dem Concertgebouw-Orchester, dem Israel Philharmonic Orchestra, den Sankt Petersburger Philharmonikern, dem BBC Philharmonic, dem Orchestre National de France sowie den Wiener Symphonikern und trat dabei zum Beispiel im Amsterdamer Concertgebouw, der Carnegie Hall und der Avery Fisher Hall, der Suntory Hall (Tokio), der Berliner Philharmonie und dem Wiener Musikverein auf. Auch war er zu Gast bei Festivals wie dem Lucerne Festival, dem Klavierfestival Ruhr, dem Rheingau Musik Festival, dem Verbier Festival, dem Montpellier Festival, dem Beethovenfest Bonn, bei den Salzburger Festspielen, beim Lincoln Center Festival, bei der International Piano Series London und bei der World Piano Series Tokyo.
Im Bereich der Kammermusik arbeitete er unter anderem mit Juri Bashmet, Shlomo Mintz und Maxim Vengerov zusammen. Eine Tournee mit Vengerov führte ihn 2004 durch Europa und die USA (u. a. Carnegie Hall). Ein festes Duo bildet er mit der Violinistin Patricia Kopatchinskaja, für die er ein Violinkonzert schrieb.

## Werk

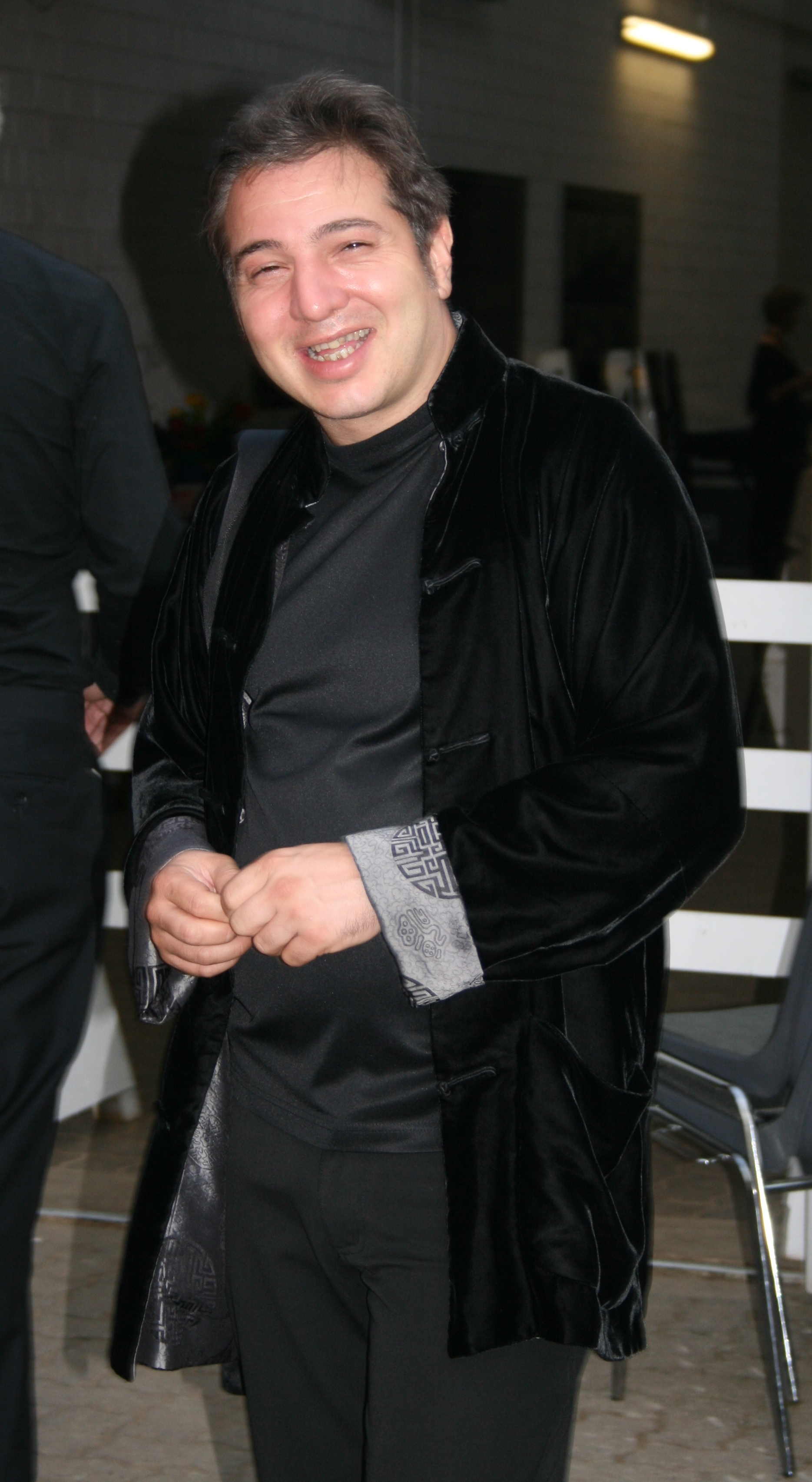
Fazıl Say nach einem Konzert beim SHMF 2011

Während der Berliner 750-Jahr-Feier führte er sein Werk Black Hymns auf, das er bereits im Alter von sechzehn Jahren komponiert hatte. Es folgten 1991 ein Konzert für Klavier, Geige und Orchester und 1996 Die Seidenstraße, ein Klavierkonzert, begleitet vom Bostoner Kammerorchester. Zahlreiche von Says Kompositionen wurden auf CD eingespielt. Aufführungen eigener Werke sind auch in seiner türkischen Heimat vielbeachtet. 2003 fand die Premiere seines Oratoriums Requiem für Metin Altıok vor 5000 Zuhörern in Istanbul statt. Die Uraufführung seines Oratoriums Nâzım, dem Dichter Nâzım Hikmet gewidmet, erschien auf einer DVD. Für die Stadt Wien komponierte er zum Mozartjahr 2006 als Auftragsarbeit ein Ballett. Für die Salzburger Festspiele schrieb er 2006 das Solowerk Inside Serail. Seit 2006 hat Say einen Exklusivvertrag mit dem Mainzer Musikverlag Schott Music, der die Noten seiner Werke herausgibt. Der Musiker komponiert auch Filmmusik für internationale Produktionen (u. a. Japan und Italien).
Seit Ende der 1990er Jahre bringt der Künstler eigene Musikalben heraus. 1998 wurde eine erste Aufnahme mit Werken Mozarts veröffentlicht, die bei der Kritik auf derart positiven Anklang stieß, dass sie in einer exklusiven Zusammenarbeit des Künstlers mit dem Major Teldec mündete. Im Jahr 2000 nahm Say Le sacre du printemps von Igor Strawinsky auf. Das Besondere an dieser Aufnahme war, dass er beide Parts des Werks für Klavier zu vier Händen nacheinander mit einem Steinway-Flügel einspielte. Auf Konzerten wählte er einen Bösendorfer-Computerflügel, mit dem er vorher den ersten Part eingespielt hatte und während des Konzertes den zweiten live spielte. Für die Aufnahme erhielt Say den ECHO Klassik und den Jahrespreis der Deutschen Schallplattenkritik. Zahlreiche weitere CD-Aufnahmen mit fremden und eigenen Werken folgten (u. a. unter Kurt Masur). 2009 spielte Say zudem zusammen mit seiner Kammermusikpartnerin Patricia Kopatchinskaja Werke für Violine und Klavier von Beethoven, Ravel, Bartók & Say ein. Das Album erhielt den ECHO Klassik für die beste Kammermusik. Ebenfalls international ausgezeichnet wurde 2009 seine erste CD bei einem französischen Label 1001 Nights in the Harem, auf der ausschließlich eigene Kompositionen versammelt sind.
Die Musikkritik äußert sich inzwischen meist in Superlativen über den Künstler und sein Wirken, oft wird er als Ausnahmepianist oder Genie bezeichnet. Die französische Zeitung Le Figaro urteilte gar: „Er ist nicht nur ein genialer Pianist, er wird zweifellos einer der großen Künstler des 21. Jahrhunderts sein.“ 2005 entstand der deutschsprachige Musikfilm Fazıl Say – Alla Turca über Says facettenreiche Arbeit, der zunächst auf ARTE und im ZDF Theaterkanal gezeigt wurde und 2008 auf einer DVD erschien. Schon 2001 hatte Don Kent eine englischsprachige Filmdokumentation über Say gemacht.
Auch für Jazzmusik hat der Künstler eine ausgeprägte Leidenschaft, die sich in einigen seiner Kompositionen zeigt sowie in einer Reihe von virtuosen Jazz-Adaptionen von klassischen Werken wie Mozarts türkischem Marsch oder Für Elise, aber auch in Konzertreihen und Auftritten u. a. mit Kudsi Ergüner und Bobby McFerrin.
2008 wurde Fazıl Say mit dem Bremer Musikfest-Preis ausgezeichnet und geriet wegen einer geplanten Aufführung seines Requiem für Metin Altiok (2003) in Deutschland in deutsche wie türkische Schlagzeilen. Zusammen mit unter anderen Paulo Coelho wurde er für dieses Jahr von der EU zum „Botschafter des interkulturellen Dialogs“ ernannt.
Am 13. Februar 2010 wurde das Ballett Es war einmal … Grimms Märchen für Eilige mit Kompositionen von Fazıl Say, Jacques Offenbach und anderen im Hessischen Staatstheater Wiesbaden uraufgeführt. Ballettdirektor war Stephan Thoss.
2010 wurde zum Abschluss seiner festen Anstellung beim Konzerthaus Dortmund Fazıl Says erste Sinfonie über seine Wahlheimat Istanbul uraufgeführt. Im zweiten Satz der Sinfonie persifliert er die negativen Seiten des Islam und den Missbrauch dieser Religion durch die Politik und religiöse Orden. Das muslimische Glaubensbekenntnis Lā ilāha illā ʾllāh (Es gibt keinen Gott außer Gott) stellt er durch einen monotonen und aggressiven Rhythmus dar, der fast den ganzen Satz prägt. Fazıl Say schreibt dazu:

„Die Wut, die ich seit 30 Jahren dafür empfinde, dass die Religion für politische Ambitionen missbraucht wird, und der große Einfluss der Orden, die die Religion ausbeuten, hat die dunklen und zum Zerreißen gespannten Noten erschaffen, aus denen dieser schnelle Satz besteht.“

Des Weiteren wurde bei den Konzerten unter anderem das Violinkonzert 1001 Nächte im Harem zum ersten Mal in Deutschland präsentiert und ein Streichquartett Fazıl Says uraufgeführt. Im Rahmen des Schleswig-Holstein Musik Festivals wurde im Juli 2011 sein Konzert für Klarinette und Orchester op. 34 Khayyam mit der Solistin Sabine Meyer erstmals aufgeführt. Für Sabine Meyer schrieb er auch die Sonate für Klarinette und Klavier op. 42, die 2012 beim Kissinger Sommer uraufgeführt wurde. Am 7. Oktober 2012 wurde im Großen Festspielhaus in Salzburg seine 3. Sinfonie „Universe“ uraufgeführt.
In den Werken Gezi Park 1,2 und 3 (op. 48, op. 52, op. 54) verarbeitet er in den Jahren 2013/14 die gewaltsame Niederschlagung der Proteste im Istanbuler Gezi-Park musikalisch. Im Vorwort zur Partitur von Gezi Park I schreibt Say u. a.:

„Am Abend des 30 Mai haben sich Tausende von Menschen im Gezi-Park versammelt, um dem Protest ihre Stimme zu geben. Sie sind fröhlich und repräsentieren das moderne Gesicht der Türkei. Sie sind wegen der Freiheit hier und die Menge drängt. Tausende von Stimmen ertönen; es gibt Hoffnung. Kurden und Türken, Aleviten und Sunniten, Gläubige und Ungläubige haben sich im Park versammelt. Das Ziel ihrer Solidarität ist der Schutz des Parkes. Um fünf Uhr morgens fährt die Polizei eine herzlose und unangemessen gewalttätige Aktion gegen die Protestierenden. Die demokratisch gesinnten Bürger Istanbuls hören diese Nachrichten und gehen dagegen auf die Straßen. Dies war ein Aufstand, den die Türkei in ihrer Geschichte bislang noch nicht gesehen hat. Millionen von Menschen versammeln sich in Istanbuls Taksim-Platz, in Besiktas und in den Kadikoy-Distrikten, in Ankara, Izmir und Adana, und beginnen mit wochenlangen Protesten gegen die Regierung, die die Welt aufhorchen lassen.“

Über seine musikalische Arbeit hinaus ist Say Autor zweier Bücher.

## Kontroversen
Im Dezember 2007 entbrannte eine heftige öffentliche Diskussion in der Türkei und weiteren Ländern Europas, als Say in einem Interview mit der Süddeutschen Zeitung die politische Situation und die Lage der Menschenrechte in der Türkei beklagte und eine Auswanderung in Erwägung zog. Ebenfalls für heftige Diskussionen sorgte seine offen zum Ausdruck gebrachte Ablehnung des in der Türkei bei bestimmten Gesellschaftsschichten populären Arabesk-Pops. Arabesk-Musik sei „eine Last für Intellektualität, Modernität, Führungskraft und Kunst“ und weiter: „Ich schäme, schäme, schäme mich für das Arabesk-Proletentum beim türkischen Volk.“

## Prozess wegen öffentlicher „Verunglimpfung religiöser Werte“
Anfang April 2012 löste Say eine Welle der Empörung in religiösen Kreisen der Türkei aus. Der bekennende Atheist hatte sich in seinem Twitter-Account unter anderem über einen Muezzin und den Koran amüsiert. Am 5. April 2012 machte er sich über einen Muezzin lustig, der bei seinem Gebetsaufruf besondere Eile an den Tag gelegt hatte: In nur 22 Sekunden sei dessen Gesang beendet gewesen, und Say tweetete: „Warum so eine Eile? Hast du eine Geliebte, die auf dich wartet, oder einen Rakı auf dem Tisch?“ In einem anderen Tweet fragte er: „Ich weiß nicht, ob ihr es gemerkt habt? Überall, wo es Schwätzer, Gemeine, Sensationsgierige, Diebe, Scharlatane gibt, sie alle sind übertrieben gläubig. Ist das ein Paradoxon?“ Say re-tweetete Verse, die dem mittelalterlichen persischen Dichter Omar Chajjam (1048–1131) zugeschrieben werden, in denen es u. a. heißt: „Du sagst, in den Flüssen [im Paradies] wird Wein fließen – ist denn das Paradies eine Kneipe?“ – oder bezüglich der Jungfrauen, die den Gläubigen vom Koran im Paradies versprochen werden: „Ist das Paradies etwa ein wunderbares Bordell?“
Drei türkische Bürger erstatteten daraufhin Anzeige. Sie warfen Say vor, die islamische Religion und ihre Anhänger beleidigt sowie religiöse Werte öffentlich herabgewürdigt zu haben. Bisher ist unklar, ob die Anzeigen gegen den Künstler von den dreien aus eigenem Antrieb gestellt wurden oder ob sie von einer Organisation dazu veranlasst wurden. Einer der drei, Emre Bukagili, ist dafür bekannt, schon oft Anzeigen erstattet zu haben.
Die Istanbuler Staatsanwaltschaft nahm strafrechtliche Ermittlungen gegen Say auf. Man warf ihm Aufstachelung zum Hass gegen bestimmte Bevölkerungsteile und öffentliche Verunglimpfung religiöser Werte vor. Grundlage des Vorgehens der Staatsanwaltschaft war Artikel 216 des Türkischen Strafgesetzbuches („Volksverhetzung“), in dem die „Verunglimpfung der religiösen Werte von Teilen der Bevölkerung“ unter Strafe gestellt wird
Am 17. Oktober 2012 begann vor der 19. Strafkammer des Friedensgerichts in Istanbul der Prozess. Nach Ansicht der Staatsanwaltschaft war Say mit seinen (re-)tweeteten Bemerkungen und eigenen Kommentaren zu weit gegangen und habe „die religiösen Werte, die ein Teil der Bevölkerung für sich anerkennt, öffentlich herabgesetzt“, also den angegebenen Straftatbestand erfüllt; sie forderte eine Gefängnisstrafe von eineinhalb Jahren für Say.
Say wies sämtliche Vorwürfe zu Beginn des Prozesses zurück und forderte seinen Freispruch. Die Verhandlung wurde bereits nach etwa einer Stunde vertagt. Aus Rücksicht auf seine Konzerttermine musste Say bei künftigen Anhörungen nicht mehr vor Gericht erscheinen. Am 15. April 2013 wurde er von der Strafkammer wegen Blasphemie zu zehn Monaten Haft auf Bewährung verurteilt.
Politiker mehrerer Fraktionen des Deutschen Bundestages bezeichneten in einer gemeinsamen Erklärung vom 16. Oktober 2012 sowohl das Verfahren als auch die Höhe der Strafandrohung als völlig unverhältnismäßig – dies insbesondere, weil die Türkei die Europäische Menschenrechtskonvention (EMRK) ratifiziert hat, deren Artikel 10 das Recht auf freie Meinungsäußerung schützt.
In der türkischen Verfassung (Artikel 90 Abs. 5) ist festgelegt, dass in Kraft gesetzte völkerrechtliche Verträge Gesetzeskraft haben und dass – sofern Grundrechte und -freiheiten regelnde Vorschriften solcher völkerrechtlichen Verträge mit den nationalen Bestimmungen gleichen Inhalts nicht übereinstimmen sollten – die Bestimmungen der völkerrechtlichen Verträge Vorrang haben.
„In Anbetracht dessen muss die Meinungsfreiheit, die durch die europäische Menschenrechtskonvention in Artikel 10 geschützt ist, von den Gerichten immer zuerst berücksichtigt werden“, so der Rechtswissenschaftler Bilgütay Kural.
Unabhängig von der EMRK schützt auch Art. 26 der Verfassung der Türkei die Meinungsfreiheit.
„In einem demokratischen und säkularen Rechtsstaat dürfen bloße Meinungsäußerungen nicht zu dem Vorwurf eines schweren Verbrechens und zu langen Freiheitsstrafen führen“, hieß es daher in der oben genannten Erklärung, die von mehr als 100 Bundestagsabgeordneten unterzeichnet wurde.
Am 26. Oktober 2015 wurde das Urteil gegen Say vom Kassationshof aufgehoben, da Says Äußerungen durch das Recht auf Meinungsfreiheit abgedeckt seien.

## Kompositionen (Auswahl)

### Werke für Orchester
- 3 Märchen für Klavier und Kammerorchester (1991)
- Opus 6: Kammersinfonie für Streichorchester (1996)
- Opus 16: Thinking Einstein für Klavier und Orchester (2005)
- Opus 23: Fenerbahçe für Klavier, Chor und Orchester (2007)
- Opus 28: İstanbul Symphony Sinfonie Nr. 1 (2009/10)
- Opus 38: Mesopotamia Symphony Sinfonie Nr. 2 (2011)
- Opus 43: Universe Sinfonie Nr. 3 (2012)
- Opus 44: Goethe-Lieder für Sopran und Kammerorchester nach Gedichten aus dem West-östlichen Divan (2013)[39]
- Opus 48: Gezi Park 1 Konzert für zwei Klaviere und Orchester (2013)
- Opus 54: Gezi Park 3 Ballade für Mezzosopran, Klavier und Streichorchester (2014)

### Oratorien
- Opus 9: Nazım Oratoryosu (Oratorium über Nâzım Hikmet) für Klavier, Solisten, Erzähler, Chor und Orchester (2001)
- Opus 13: Metin Altıok Ağıtı (Requiem für Metin Altıok) für Klavier, Solisten, Chor und Kammerorchester (2003)

### Instrumentalkonzerte
- Opus 3: Sinfonia Concertante 1. Klavierkonzert (1993)
- Opus 4: Silk Road 2. Klavierkonzert für Klavier und Streichorchester (1994)
- Opus 5e: Gitarrenkonzert in d-Moll (1996)
- Opus 11: Silence of Anatolia 3. Klavierkonzert (2001)
- Opus 25: 1001 Nights in the Harem Violinkonzert (2007)
- Opus 30: Nirvana Burning Konzertstück für Klavier und Orchester (2010)
- Opus 31: Trompetenkonzert (2010)
- Opus 36: Khayyam Klarinettenkonzert über das Leben von Omar Chajjam (2011)
- Opus 39: Hezarfen Konzert für Neyflöte und Orchester (2012)
- Opus 52: Gezi Park 2 Sonate für Klavier (2014)

### Kammermusik
- 2 Balladen für Cello und Klavier (1985 und 1990)
- Opus 6: Kammersinfonie für Streichorchester (1996)
- Opus 7: Sonate für Violine und Klavier (1997)
- Arrangements aus Porgy and Bess für Sextett (1999)
- Opus 14: Rhapsodia – Uzun İnce Bir Yoldayim für Klavier, Sopran und Streicher (2004)
- Opus 17: Patara (Hommage à Mozart KV 331) Quartett für Sopran, Neyflöte, Klavier und Schlagzeug (2005)
- Opus 26: Princess of Lykia für zwei Gitarren (2009)
- Opus 29: Divorce Streichquartett (2010)
- Opus 32: Variationen für zwei Klaviere und Schlagzeug (2010)
- Opus 34: Cleopatra für Violine solo (2010)
- Opus 35: Alevi Dedeler Rakı Masasında Bläserquintett (2011)
- Opus 41: 4 Cities "Sonate" für Cello und Klavier (4 Städte: Sivas, Hopa, Ankara, Bodrum) (2012)
- Opus 42: Sonate für Klarinette und Klavier (2012)
- Opus 62: Chamber Symphony op. 62: Introduction, Nocturne, Finale. Auftragswerk des Orpheus Chamber Orchestra New York (2015)

### Lieder
- Opus 5 / 47 İlk Şarkılar (1994 / 2013)
- Opus 5d: 24 Lieder (1995)
- Opus 37: 4 Lieder (2011)
- Opus 40: Ses ('Stimme') für Koloratursopran, lyrischen Sopran, Mezzosopran, Klavier und Schlagzeug (2012)

### Klavierwerke
- Opus 1: Four Dances of Nasreddin Hoca  (1990)
- Opus 2: 3 Fantasiestücke (1993)
- Opus 5a: Jazz-Fantasie Mozart; Alla Turca Jazz (1993, rev.2003)
- Opus 5b: Jazz-Fantasie Paganini; Paganini Jazz (1995)
- Opus 5c: Kadenz für Mozarts Klavierkonzert C-Dur KV 467 (1995)
- Opus 5f: Jazz-Fantasie Dede Efendi; Yeni bir Gülnihal (1997)
- Opus 8: Black Earth (Kara Toprak) 'Schwarze Erde' Hommage an Aşık Veysel (1997)
- Opus 10: Kadenz für Beethovens 3. Klavierkonzert (2001)
- Opus 12: 3 Balladen:  Nazım, Kumru, Sevenlere dair (1995, rev.2005)
- Opus 15: Kadenz für Mozarts Klavierkonzert D-Dur KV 537 (2004)
- Opus 19: Bearbeitung von Bachs Passacaglia BWV 582 für Klavier (2005)
- Opus 20: Jazz-Fantasie über Summertime von Gershwin (2005)
- Opus 24: Bearbeitung von Bachs Fantasie und Fuge g-Moll BWV 542 für Klavier (2007)
- Opus 99: Sonate für Klavier Neues Leben

### Schauspielmusik
- Opus 33: 7000 yıllık uçan halı (etwa: '7000 Jahre fliegender Teppich') 11 Lieder (2011)

### Filmmusik
- Nâzım, Fernsehdokumentation, Türkei (2001)
- Opus 18: Ultima Thule, Schweiz (2005)
- Opus 21: Pianist the Wolfy, Animationskurzfilm, Japan (2006)
- Opus 22: İnsan İnsan, Türkei (2006)
- Opus 27: The Watercolor, Türkei (2009)

### Orchestrierungen
- Orchestrierung von 5 Debussy-Préludes (1990)
- Orchestrierung von Liszts h-Moll-Sonate (1992)

### Frühe Werke
- Sonate für Klavier (1984)
- Phrigian für Klavier (1984)
- Préludes für Flöte und Klavier (1985)
- Preludi in modo Aleotorio für Klavier (1985)
- Suite für Klavier (1986)
- Gitarrenkonzert, (1987)
- Dark Voice für Klavier (1987)
- Schwarze Hymnen für Violine und Klavier (1987)
- Kadenzen für Mozart Klavierkonzerte (1987)
- Seidenstrasse für Klavier (1989)
- Reflexionen für Klavier, Violine und Orchester (1990)
- Reflexionen für zwei Klaviere (1990)
- Alt-Anatolisches Tagebuch für Klavier (1991)
- Melodien für Klavier (1992)

## Diskografie (Auswahl)
- Wolfgang Amadeus Mozart: Piano Sonatas (1998)
- Johann Sebastian Bach: Oeuvres pour Piano (1998)
- Johann Sebastian Bach: French Suite no.6 (2000)
- Gershwin (2000)
- Igor Strawinsky: Le Sacre du Printemps (2000)
- Peter Tschaikowsky: Piano concerto no.1 in B flat minor op.2 (2001)
- Diverse: Introducing (2002)
- Wolfgang Amadeus Mozart: Piano Sonatas (2002)
- Fazıl Say: Black Earth (2003)
- Fazıl Say: Piano Concerto-2 (2003)
- Wolfgang Amadeus Mozart: Piano Concertos nos. 12, 21 & 23 (2005)
- Ludwig van Beethoven: Piano Sonatas (2005)
- Joseph Haydn: Klaviersonaten Nr. 10, 31, 35, 37, 43 (2007)
- Fazıl Say – Alla Turca (DVD, 2008)
- Fazıl Say: Nâzım (DVD, 2008)
- Fazıl Say: 1001 Nights in the Harem (2009)
- Werke für Violine und Klavier von Beethoven, Ravel, Bartók & Say (2009)
- Fazıl Say: Black Earth (CD/DVD, 2009)
- Pictures (Mussorgsky, Janáček, Prokofjew; CD/DVD, 2011)
- Beethoven: Klavierkonzert Nr. 3, Klaviersonaten Nr. 14 und 32 (2014)
- Fazil Say: Say plays Say (2014)
- Wolfgang Amadeus Mozart: Sämtliche Klaviersonaten, 6 CDs (2016)
- Chopin: Nocturnes (2017)
- Claude Debussy, Erik Satie: Debussy: Préludes, Book 1 - Satie: 3 Gymnopédies & 6 Gnossiennes (2018)
- Fazil Say: Troy Sonata - Fazils Say Plays Say (2019)
- Ludwig van Beethoven: Complete Piano Sonatas (2020)
- Fazil Say: Complete Violin Works (2020)
- Fazil Say - Piano Essentials (2022)
- J. S. Bach: Goldberg Variations, BWV 988 (2022)
- Patricia Kopatchinskaja Fazil Say: Janáček – Brahms – Bartók (Alpha; 2023)
- Liebestod (2023)

## Auszeichnungen
- 2000: Diapason d’or
- 2001: ECHO Klassik sowie den Jahrespreis der Deutschen Schallplattenkritik für die auf einem Bösendorfer Computerflügel eingespielte Eigenbearbeitung für 4 Hände von Strawinskis Le sacre du printemps (erschienen 2000 bei Warner Music Group).
- 2008: Bremer Musikfest-Preis
- 2009: mit Patricia Kopatchinskaja: ECHO Klassik für die beste Kammermusikeinspielung für Werke für Violine und Klavier von Beethoven, Ravel, Bartók & Say
- 2013: Rheingau Musikpreis
- 2013: ECHO Klassik Sonderpreis für Istanbul Symphony[40]
- 2016: Internationaler Beethovenpreis
- 2017: Musikpreis der Stadt Duisburg
- 2017: ECHO Klassik für die Gesamteinspielung aller Klaviersonaten von W.A. Mozart
- 2017: Edison Award in der Kategorie Kammermusik für das Album 4 Cities mit Nicolas Altstaedt[41]

## Filme
- Fazıl Say – Zuhause in der Musik. (Alternativtitel: Fazil Say – Heimat Musik.) Dokumentarfilm, Deutschland, 2010, 59 Min., Buch und Regie: Gösta Courkamp, Produktion: inpetto filmproduktion berlin, WDR, Erstsendung: 15. Februar 2011 beim WDR, Inhaltsangabe von dortmund.de.

- Fazıl Say – Alla Turca. Dokumentarfilm, Deutschland, 2005, 42 Min., Buch und Regie: Gösta Courkamp, Produktion: arte, ZDF, Erstsendung: 15. Januar 2006 bei arte, Inhaltsangabe von arte.